# 葉奕苞
葉奕苞（1629年—1686年），一名弈包，字九來，号凤雏，又号半园、笨庵、二泉居士、群玉山樵，室名經鋤堂，江蘇崑山人，清初戲曲作家。

## 生平
崇祯二年（1629年）出生，葉方藹之從弟。早年為諸生。少負異才，“博雅，擅詩歌，能畫”。康熙十八年（1679年）舉試“博学鸿儒”科，為忌者所匿不報，未就。後隱居不仕，建有“半繭園”，康熙二十五年（1686）正月卒。著有《金石錄補》27 卷、《金石小箋》1卷。